# Alan Kurdi

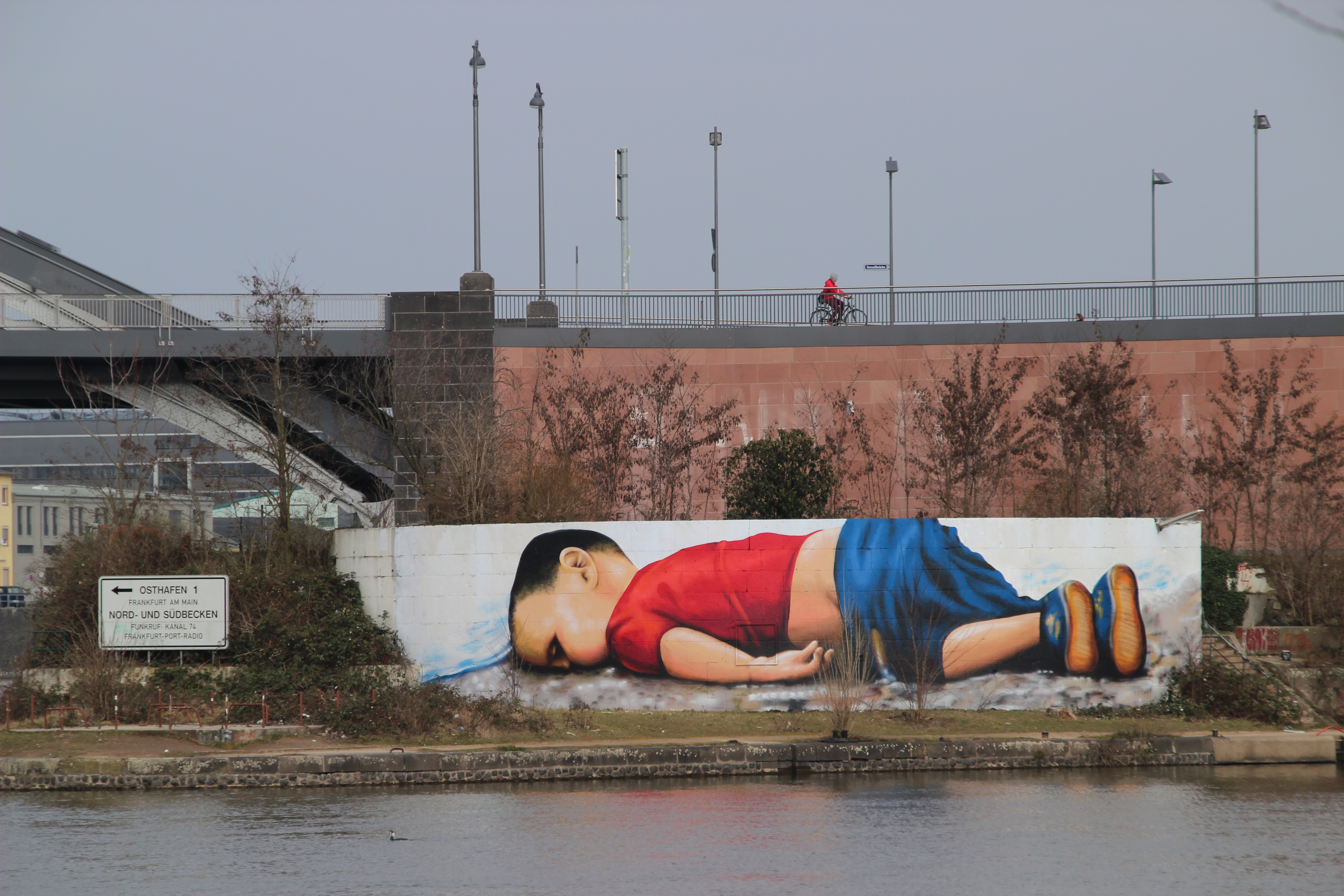
Wandgemälde im Frankfurter Osthafen nach Vorbild des veröffentlichten Bildmaterials (2016)

Alan Kurdi (geb. 2012; gest. 2. September 2015 nahe Bodrum) war ein syrischer Junge kurdischer Abstammung, dessen Leichnam nach Ertrinken an der türkischen Mittelmeerküste angeschwemmt wurde; er starb im Alter von zwei Jahren. Die davon veröffentlichten Film- und Fotoaufnahmen erregten im September 2015 weltweites Aufsehen im Zuge der Flüchtlingskrise in Europa.

## Vorgeschichte
Die Familie Kurdi (ursprünglich Shenu) floh 2012 vor dem Bürgerkrieg in Syrien von Damaskus nach Aleppo. Als sich der Bürgerkrieg auch dort intensivierte, floh sie weiter nach Ain al-Arab. Der Vater siedelte allein in die Türkei über und arbeitete dort zwei Jahre in der Textilindustrie. Als die Bombardierung von Kobani begann, holte er seine Familie in die Türkei nach.
Nachdem die Bemühungen der in Vancouver lebenden Tante von Kurdi, eine legale Überführung nach Kanada zu organisieren, fehlgeschlagen waren, entschied sich die Familie, mithilfe von Schleppern die griechische Insel Kos zu erreichen. Die ersten beiden Versuche scheiterten. Für den letzten Versuch zahlte die Familie den Schleppern pro Mitglied 2050 Euro. Bei diesem Versuch, das Mittelmeer auf einem Schlepperboot zu überqueren, verunglückte das Boot. Schwimmwesten wurden von den Schleusern nicht zur Verfügung gestellt. Nach dem Kentern des Bootes kamen neben Alan auch sein fünfjähriger Bruder Ghalib, nach dem 2020 auch ein Rettungsschiff der Sea Eye benannt wurde, und seine Mutter Rehanna um, nur der Vater Abdullah überlebte.
Insgesamt starben zwölf Menschen aus zwei Schlauchbooten.
Der Leichnam des Jungen wurde am 2. September 2015 an der türkischen Küste in der Nähe Bodrums angespült, so auch der Leichnam seiner Mutter und etwa hundert Meter weiter der seines Bruders. Er wurde am 4. September 2015 in Kobanê zusammen mit seinem Bruder und seiner Mutter beigesetzt. Am selben Tag wurden die mutmaßlichen Schleuser wegen fahrlässiger Tötung und Menschenschmuggels festgenommen und angeklagt.
Einige Zeit nach dem Unglück behauptete eine Irakerin, die sich ebenfalls an Bord des Bootes befunden und bei dem Unglück zwei Kinder verloren hatte, gegenüber der australischen Presse, dass Alan Kurdis Vater, Abdullah Kurdi, zu den Schleusern gehört und von Anfang an das Boot gesteuert habe. Abdullah Kurdi bestritt diese Darstellung, er habe lediglich versucht, das Steuer zu übernehmen, nachdem der türkische Kapitän über Bord gesprungen sei. Er gehört bislang nicht zu den von den türkischen Behörden beschuldigten Verantwortlichen.
Der Vater gab gegenüber der größten türkischen Mediengruppe Doğan und der Deutschen Presse-Agentur (dpa) widersprüchliche Versionen an, ob ein Schlepper an Bord war und ob die Schlepper den dritten Versuch organisiert hatten oder die Gruppe selbst („Beim dritten Mal haben wir mit unseren eigenen Möglichkeiten ein Schlauchboot beschafft und zu rudern angefangen.“) und wie er Frau und Kinder verloren hat und ob Sicherheitswesten an Bord waren. „Wir hatten Sicherheitswesten, aber plötzlich sind Leute aufgestanden, und dabei ist das Boot gekentert“ (seine Frau und Kinder waren Nichtschwimmer).
Es kursierten Behauptungen, dass das Foto des toten Jungen gestellt worden sei oder dass sein Vater die Flucht nur angetreten habe, um eine kostenlose Zahnbehandlung zu erhalten. Für keine dieser Behauptungen existieren stichhaltige Belege. Manche Behauptungen eines gestellten Fotos mit Umplatzierung der Leiche berufen sich auf ein Foto von einem anderen Strandabschnitt, welches jedoch tatsächlich nicht Alan, sondern seinen Bruder Galib zeigt. Allerdings gibt es Interviews des Vaters, in denen er angibt, aus gesundheitlichen und wirtschaftlichen Gründen die Überfahrt aus der Türkei nach Griechenland angetreten zu haben („ich hatte keinen Zugang zur Gesundheitsversorgung. Also habe ich mir überlegt, nach Deutschland zu gehen“,
„Sie können sich nicht vorstellen, unter welchen schrecklichen Bedingungen wir in der Türkei lebten. Wenn Sie es wüssten, könnten Sie verstehen, dass wir weg wollten. Die Arbeit und die Wohnung waren schlecht. Es war wie Krieg, nur in einer anderen Form.“).

## Bild- und Videoaufnahmen
Fotos des toten Kindes bei der Bergung lösten erhebliche Reaktionen in Politik, Presse und sozialen Netzwerken aus. Die Fotos stammen von der türkischen Fotojournalistin Nilüfer Demir, die für die Nachrichtenagentur DHA arbeitet. Sie machte die Aufnahmen gegen 6 Uhr morgens. Sie berichtete später: „Ich wollte den verstummten Schrei des Jungen hörbar machen.“
Eine Aufnahme zeigt das tote Kind, bekleidet, die Schuhe noch an den Füßen, auf dem Bauch liegend im nassen Sand. Das Kind wurde von einem türkischen Polizisten, Mehmet Ciplak, vom Strand weggetragen. Weitere Fotos zeigen auch den toten Bruder und die tote Mutter. In der Presse erschienen auch noch weitere Aufnahmen, die das Kind noch lebend, lachend oder schlafend, auch zusammen mit seinem ebenfalls umgekommenen Bruder, zeigen.
Abdullah Kurdi äußerte sich zur Veröffentlichung der Fotos zustimmend: „Es war richtig, dass die Medien das Foto gezeigt haben. Die Menschen dürfen nicht wegsehen, was Schreckliches passiert auf dem Weg nach Europa, nur weil man uns vorher kein Visum geben will. Jedes Mal, wenn ich wieder höre, dass ein Boot untergegangen ist, fange ich an zu weinen.“

## Reaktionen
Der Medienethiker Alexander Filipović bezeichnete das Foto des toten Kindes im Sand in einem Interview mit Spiegel Online als eine drastische Aufnahme mit einer tieftraurigen Ästhetik. Er schätzt ein, dass sich das Bild zu einer Fotoikone entwickeln wird, da es die Komplexität und Vielfältigkeit der Flüchtlingskrise in einem Moment symbolträchtig widerspiegelt. Für Michael Bröcker, Chefredakteur der Rheinischen Post, ist es „das Bild zur größten humanitären Tragödie in Europa seit dem Zweiten Weltkrieg“. Das Foto wird in seiner Wirkung bereits weltweit mit dem 1972 auf der Höhe des Vietnamkrieges entstandenen Foto des von Napalm verbrannten Mädchens Phan Thị Kim Phúc verglichen, das zum Pressefoto des Jahres 1972 gewählt und für das sein Fotograf Nick Út mit dem Pulitzer-Preis ausgezeichnet wurde.
Zugleich gab es auch eine Diskussion um die Veröffentlichung der Bilder. Als Protest gegen die Kritiker einer Veröffentlichung der Bilder druckte die auflagenstärkste Zeitung Deutschlands, die Bild-Zeitung, keine Bilder in ihrer Printausgabe vom 8. September 2015 ab, auch erschienen keine Bilder bis 12 Uhr auf ihrem Webauftritt.
Die französische Satirezeitschrift Charlie Hebdo veröffentlichte am 15. September 2015, in Anspielung auf den Tod Kurdis, zwei Karikaturen von Laurent Sourisseau. Auf einer Karikatur liegt der tote Junge am Strand; neben ihm steht ein Schild, das Ronald McDonald zeigt. Das Schild ist mit den Worten „Sonderangebot: Zwei Kinder-Menüs zum Preis von einem“ beschriftet. Die Karikatur ist mit „So nah am Ziel...“ überschrieben. Die andere Karikatur mit dem Titel „Der Beweis, dass Europa christlich ist“, zeigt den Jungen mit dem Oberkörper im Wasser und den Beinen herausragen. Über der Zeichnung des Jungen, steht in einer Sprechblase „Muslimische Kinder ertrinken“. Neben ihm schwebt eine Figur, die wie Jesus Christus aussieht, auf dem Wasser. Die dazugehörige Sprechblase ist mit den Worten „Die Christen gehen übers Wasser“ versehen. Die Karikaturen lösten Diskussionen in den sozialen Netzwerken aus und wurden kritisiert.
Aktivisten aus dem Bereich der Menschenrechte betonten, die Veröffentlichung der Bilder sei wichtig.

### Politik
Ebenso reagierte die internationale Politik auf das Bild. So brach der kanadische Minister für Staatsbürgerschaft und Einwanderung Chris Alexander seine Wahlkampagne für die anstehenden Wahlen ab, um in Ottawa über die aktuelle Krise zu beraten.
Der britische Premierminister David Cameron und die britische Regierung zeigten angesichts der Bilder Bereitschaft, mehr Bürgerkriegsflüchtlinge aufzunehmen. Um den wachsenden Druck der Bevölkerung auf die britische Regierung einzudämmen, teilte Cameron in einer Ankündigung vom 7. September mit, in den nächsten fünf Jahren 20.000 Flüchtlinge aus Syrien aufzunehmen. Die Opposition hielt die Zahl, aufgrund der langen Zeitspanne, für zu gering, obwohl anfangs von nur 4.000 Flüchtlingen die Rede gewesen war.
Bei einem Treffen in Ankara kritisierte der türkische Staatspräsident Recep Tayyip Erdoğan die Flüchtlingspolitik der Europäischen Union. Das Mittelmeer sei zu einem „Flüchtlings-Friedhof“ verkommen. Er ging bei seiner Rede auch explizit auf das Schicksal von Alan Kurdi ein: „Die Leiche eines dreijährigen Kindes wurde an unserer Küste angespült. Muss nicht die gesamte Menschheit dafür verantwortlich gemacht werden?“
In einem Gastbeitrag der Frankfurter Allgemeinen Zeitung bot der türkische Ministerpräsident, Ahmet Davutoğlu, eine Zusammenarbeit mit der Europäischen Union in Flüchtlingsfragen an: „Es ist an der Zeit, gemeinsam zu handeln.“ Er kritisierte zugleich den bisherigen europäischen Beitrag zur Bewältigung der Krise, indem er die Bilder von Alan Kurdi als Symbol der humanitären Katastrophe beschrieb. Für den Gastbeitrag nahm er Kurdis Schicksal als Einleitung seiner Kritik.

### Kampagnen
Die Online-Plattform Avaaz appellierte aufgrund des Schicksals von Alan in einem dringenden Aufruf an alle EU-Minister, drastische Maßnahmen zu ergreifen. Die Online-Petition „Niemand soll mehr ertrinken!“ wurde bereits von über 1,2 Mio. Personen unterzeichnet.
Ab dem 3. September 2016 lief unter Change.org eine von der Zeitung The Independent initiierte Petition, die den damaligen Premierminister des Vereinigten Königreiches David Cameron zur Aufnahme von mehr Flüchtlingen bewegen sollte. Bei Petitionen mit mehr als 100.000 Unterstützern wird eine Debatte im britischen Parlament in Erwägung gezogen. Die Petition verwendet das Bild von Alan Kurdi und erreichte über 384.000 Unterstützer. Das Schicksal von Kurdi sei ein essentieller Grund dafür, mehr Flüchtlinge in Großbritannien aufzunehmen und die Flüchtlingspolitik umzuplanen.

### Strafrecht
Zwei syrische Männer wurden im März 2016 von einem Gericht in Bodrum zu je mehr als vier Jahren Haft wegen Menschenschmuggels verurteilt. Der Vorwurf lautete, sie hätten den Tod von Alan Kurdi und seinen Familienmitgliedern fahrlässig herbeigeführt.  Im März 2020 wurden drei Anführer einer Schleuserbande wegen „Mord mit möglichem Vorsatz“ von einem weiteren türkischen Gericht zu Haftstrafen von je 125 Jahren verurteilt.

### Kunst
Anfang Januar 2016 erschien eine Karikatur in der Satirezeitschrift Charlie Hebdo, in der die Presse suggeriert, dass der verstorbene Kurdi sich an den Silvesterübergriffen in Köln im Jahr 2015 beteiligt hätte, wenn er die Flucht überlebt hätte. Hiermit werden die Reaktionen der Presse auf die sexuellen Übergriffe in der Silvesternacht kritisiert.
Ende Januar 2016 stellte der chinesische Künstler Ai Weiwei das Bild von Alan nach, indem er bäuchlings an einem Strand liegend posierte. Das Foto erschien im Rahmen eines Interviews in der indischen Zeitung India Today. Sandy Angus, Mitbegründer der India Art Fair, bezeichnete das Bild Ai Weiweis als „ikonisch, politisch und menschlich“.

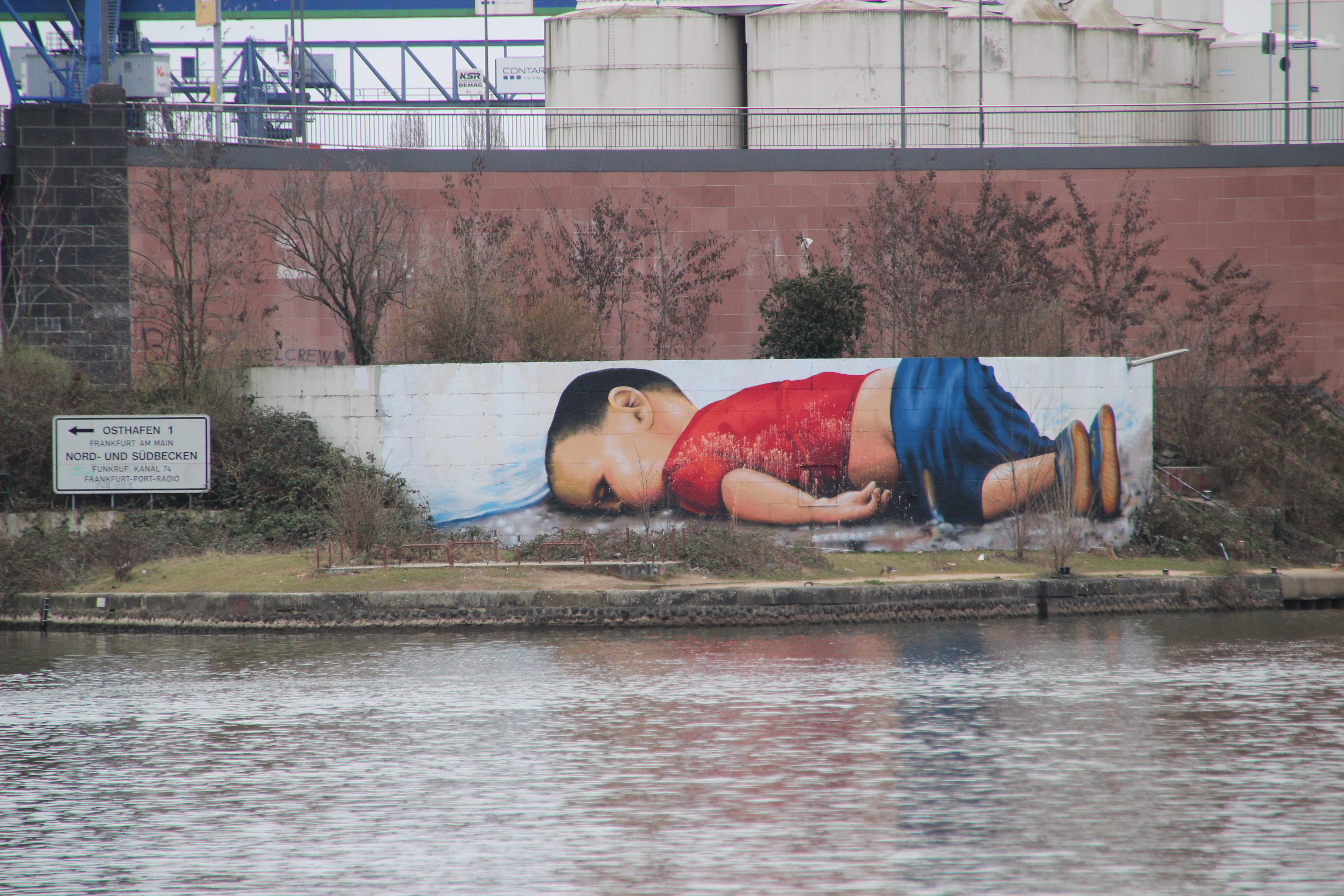
Das beschmierte Wandgemälde (2016)

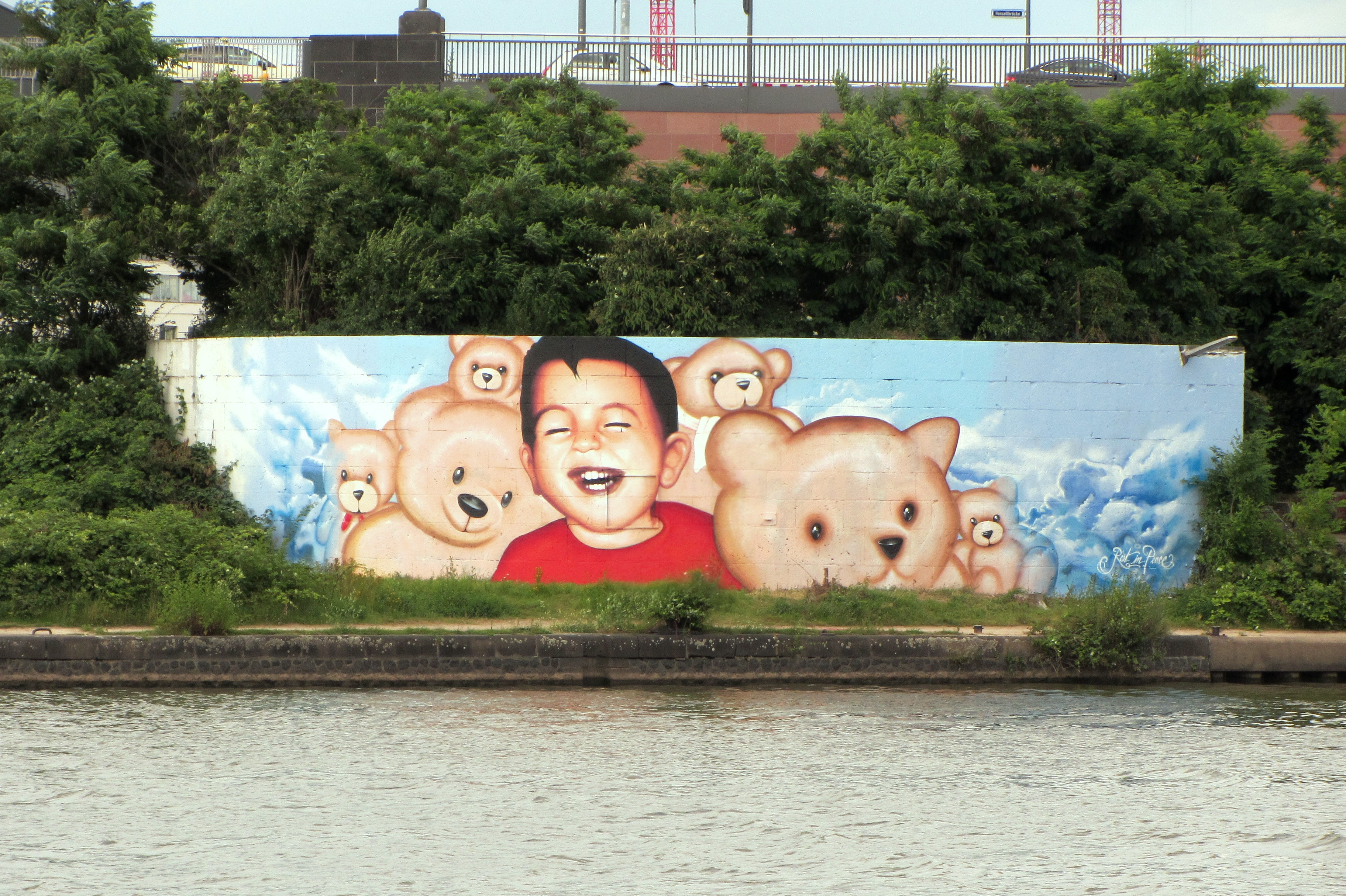
Die zweite Version mit Teddybären (2016)

Anfang März 2016 sprühten die Künstler Justus „Cor“ Becker und Oğuz Şen eine Graffiti-Kopie des Fotos unter dem Titel „Europa, Geld und der Tod“ mit Erlaubnis der Stadt Frankfurt an eine ihr gehörende Fläche an einer Mainbrücke unweit der EZB. Unbekannte beschmierten das 120 Quadratmeter große Wandgemälde am 16. März 2016 mit weißer Farbe. Künstler Oğuz Şen zeigt sich am Tag danach vom Vandalismus wenig überrascht. „Nachdem es im Internet so einen Aufruhr gab, konnte ich mir schon denken, dass dies passieren würde“, sagte er. In der Nacht zum 22. Juni 2016 wurde das Bild mit den Parolen Grenzen retten Leben! und Fuck Antifa, die im Umfeld der Identitären Bewegung verwendet werden, überschrieben. Die Polizei nahm eine Anzeige auf und leitete den Vorfall an den Staatsschutz weiter.  Ende Juni 2016 wurde die Mauer durch den Künstler neu angelegt und mit einem neuen Motiv bemalt. Es zeigt einen lächelnden Alan, der von Teddybären beschützt wird. Im April 2019 veröffentlichte Massacre Records ein Lyric Video, der Band Seelenwalzer feat. Sabina Classen, das sich thematisch mit dem Sterben im Mittelmeer und dem Fall Alan Kurdi auseinandersetzt.
Im Atrium des Gebäudes der UN-Welternährungsorganisation in Rom steht eine Skulptur aus weißem Carrara-Marmor des Trentiner Künstlers Luigi Prevedel, die das verstorbene Kind zeigt, neben dem ein „in Tränen aufgelöster“ Engel sitzt. Es ist ein Geschenk von Papst Franziskus aus dem Jahr 2017 an die Einrichtung.

### Seenotrettung
Im Februar 2019 wurde das vormals unter dem Namen Professor Albrecht Penck fahrende Schiff der Seenotrettungsorganisation Sea-Eye auf den Namen Alan Kurdi getauft.

### Papst Franziskus
Bei seiner Reise in den Irak traf sich Papst Franziskus nach der Messe im Stadion von Erbil am 7. März 2021 mit Abdullah Kurdi, dem Vater von Alan Kurdi, zu einem „lange[n]“ Gespräch. Abdallah Kurdi, der in Erbil lebt, hat wieder geheiratet und einen Sohn.